# Sara Žibrat
Sara Žibrat, slovenska političarka in prevajalka; * 16. maj 1992, Murska Sobota.
Trenutno je poslanka v Državnem zboru Republike Slovenije, članica poslanske skupine Svoboda.

## Življenjepis
Odraščala je v Ljutomeru. Leta 2011 je maturirala na tamkajšnji Gimnaziji Franca Miklošiča in se nato vpisala na študij na Filozofski fakulteti Univerze v Ljubljani. Tam je diplomirala leta 2015, leta 2019 še magistrirala. Med letoma 2016 in 2017 je opravljala Erasmus+ prakso na Oddelku za južnoslovanske in balkanske študije Karlove univerze v Pragi. Leta 2017 je postala agentka za razreševanje pritožb v podjetju Bitstamp d.o.o. Tam je ostala do leta 2021, ko je kot samostojna podjetnica, prevajalka in inštruktorica, ukvarjala pa se je tudi z oglaševalskimi kampanjami in delovanjem na filmskem področju. Delovala je v filmskem društvu Plan 9.
Na državnozborskih volitvah 2022 je bila na listi Gibanja Svoboda v volilnem okraju Ljutomer izvoljena za poslanko v Državnem zboru Republike Slovenije. V tem mandatu je predsednica Odbora za kulturo, podpredsednica Komisije za odnose s Slovenci v zamejstvu in po svetu, članica Komisija za narodni skupnosti in članica Odbora za delo, družino, socialne zadeve in invalide. Bila je med soustanovitelji Kluba mladih poslancev, ki mu predseduje od 22. septembra 2023 do 22. marca 2024. 24. oktobra je po odstopu Urške Klakočar Zupančič postala podpredsednica stranke Gibanje Svoboda.